# زیست‌سازگاری
زیست‌سازگاری (به انگلیسی: Biocompatibility) مربوط به رفتار زیست‌ماده‌ها در زمینه‌های مختلف است. این اصطلاح به توانایی یک ماده برای انجام با پاسخ میزبان مناسب در یک موقعیت خاص اشاره دارد. ابهام این اصطلاح نشانگر توسعه مداوم بینش در مورد تعامل زیست‌ماده‌ها با بدن انسان و چگونگی تعیین میزان موفقیت بالینی تجهیزات پزشکی توسط این تعامل (مانند ضربان‌ساز، جایگزینی لگن یا استنت) است. تجهیزات پزشکی مدرن و اندام‌های ساختگی اغلب از بیش از یک ماده ساخته می‌شوند، بنابراین ممکن است صحبت در مورد زیست‌سازگاری یک ماده خاص همیشه کافی نباشد.